# Кічігін Сергій Олександрович
Сергі́й Олекса́ндрович Кічі́гін (*14 грудня 1951, Горький — *9 січня 2019, Москва) — український бізнесмен, журналіст. Головний редактор газети «2000». Народився в Росії, довгий час працював військовим референтом-перекладачем з китайської мови. Певний час був головним редактором та видавцем Foreign Affairs Chronicles в Україні. Кандидат історичних наук.

## Життєпис
Двадцять років служив військовим перекладачем із китайської мови в службі радіоперехоплення ГРУ Радянської армії (демобілізувався 1987 року). Викладав китайську мову у Київському вищому загальновійськовому командному училищі ім. Фрунзе. Редагував журнал про кіно «Вавилон», друкувався в газеті «Вечірній Київ» (псевдонім Тойма).
1983 року захистив дисертацію на ступінь кандидата історичних наук у Київському національному університеті імені Тараса Шевченка. Тема дисертації — «Проблеми воєнно-політичного блокування Китаю з імперіалізмом (друга половина 70-х — початок 80-х років» (російською мовою). 1987 року став учасником радянського «Маршу миру» від Вашингтона до Сан-Франциско. Під впливом поїздки до США вирішив розпочати власний бізнес в Україні. За це був виключений із комуністичної партії.
У кінці 1980-х рр. публікував регулярні колонки у газеті Вечірній Київ під псевдонімом Сергій Тойма, який розкрив в одній з публікацій.
1992-го заснував газету «Киевские ведомости», 1999 — тижневик «2000».[джерело?]

## Кічігін та Янукович
У вересні 2017 року стало відомо, що ГПУ вважає, що головний редактор видання «Газета 2000» Сергій Кічігін був причетний до написання скандальної книги колишнього президента України Віктора Януковича Opportunity Ukraine, через яку Януковича звинувачують у незаконних фінансових махінаціях, що призвели до збитків державі.

## Твори
Автор публіцистичних і пропагандистських книжок:
- Отрута масовим тиражем. — К., 1984. — 264 с.
- Война в четвёртом измерении. — К., 1989. — 301 с.
- Два цвета радуги. — К., 1988. — 253 с. (співавтор).
- Один шанс из одного. — К., 1991. — 253 с. (співавтор).
- Полёт яблока. — К., 1988. — 332 с.
- «Шквал» против «Барбаросса». — К., 1991. — 155 с.